# Ringbuk
Ringbuk (Liparis liparis) är en bottenfisk i ordningen kindpansrade fiskar som finns i Nordostatlanten.

## Utseende
Ringbuken har en mjuk hud utan fjäll, och en sugskiva på buken som bildats av de omvandlade bukfenorna. Stjärt- rygg- och analfenorna är sammanvuxna. Fisken har fyra näsborrar. Färgteckningen är spräcklig eller strimmig i olika nyanser av grått, brunt, gult eller rött. Huvud och framkropp är kraftiga. Fisken är liten, med en maxlängd på 15 cm.

## Vanor
Arten är en bottenfisk som föredrar bottnar med kraftig algväxtlighet på vanligtvis grunt vatten, även om den kan gå ner till 300 meters djup. Födan består främst av kräftdjur, men den kan också ta havsborstmaskar och små fiskar.
Lektiden infaller under vintern, då honan lägger ägg som klibbar fast vid bottnen och kläcks efter 6 till 8 veckor. Larverna är pelagiska.

## Utbredning
Ringbuken finns i nordöstra Atlanten från vattnen kring Brittiska öarna till Island och längs nordeuropeiska Atlantkusten längs Norge till Vita havet. Går upp i större delen av Östersjön inklusive Finska viken.